# モンテフレーダネ
モンテフレーダネ（伊: Montefredane）は、イタリア共和国カンパニア州アヴェッリーノ県にある、人口約2,200人の基礎自治体（コムーネ）。

## 地理

### 位置・広がり

#### 隣接コムーネ
隣接するコムーネは以下の通り。
- アヴェッリーノ
- グロットレッラ
- マノカルツァーティ
- プラータ・ディ・プリンチパート・ウルトラ
- プラートラ・セッラ

## 行政

### 分離集落
モンテフレーダネには、以下の分離集落（フラツィオーネ）がある。
- Alimata (Frazione Gaita), Arcella, Boscomagliano (o Bosco Magliano)